# Pila (tub de buit)

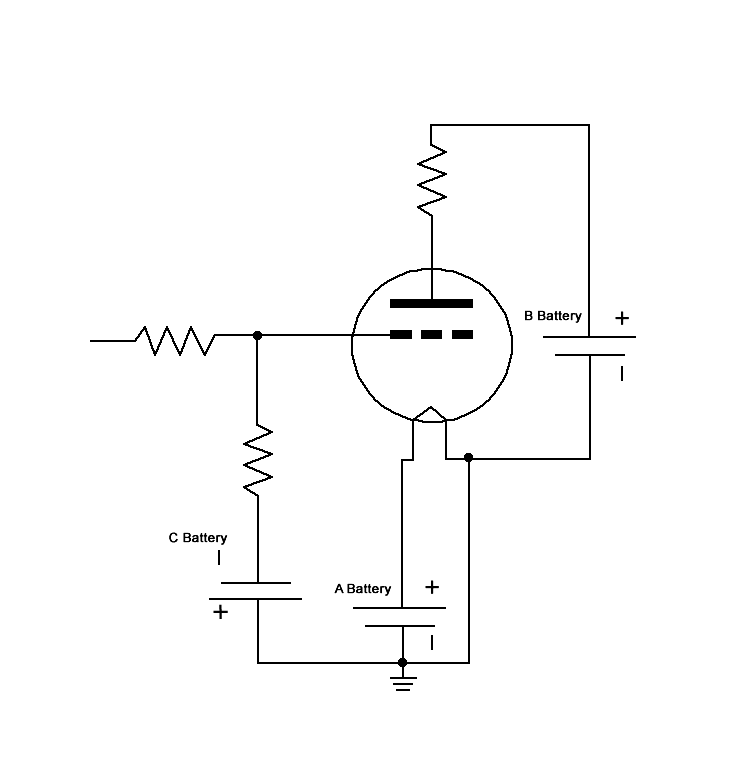
Circuit d'un tríode genèric mostrant les piles "A", "B" i "C".

En les èpoques més remotes de l'electrònica, els dispositius que tenien vàlvules termoiòniques (com les ràdios) eren alimentades mitjançant  piles  elèctriques. Cada pila tenia una denominació diferent, depenent del tipus de vàlvula termoiònica associada a l'aparell.
Inicialment, l'únic dispositiu va ser un fanotró amb un filament (càtode) i una placa (ànode). Arran de la direcció del flux d'electrons, aquests elèctrodes van ser identificats com "A" i "B", respectivament i, per tant, es refereix a les piles (Pila "A" i Pila "B"). Més tard, quan es va afegir la "reixeta de control" per crear el tub tríode, es va designar, i les piles serien anomenades, com "C". La posterior addició de nous elements interns per millorar el rendiment del tríode, no requerien una ampliació d'aquesta sèrie de piles.

## Pila A
Una pila A, és una pila que s'utilitzava per subministrar energia als filaments d'una vàlvula termoiònica. De vegades col·loquialment s'anomena "pila humida", encara que no hi ha raó per dir-ho així, perquè també es pot utilitzar una pila seca per al mateix propòsit.

## Pila B
Una pila B, és una pila que era utilitzada per subministrar energia a la placa o ànode d'una vàlvula termoiònica. De vegades col·loquialment s'anomena "pila seca", encara que no hi ha raó per dir-ho així, perquè també es pot utilitzar una pila humida per al mateix propòsit.
El filament principalment és una font de calor i, per tant, la pila A subministra un corrent elèctric significatiu i es descarrega ràpidament. La pila B té molta més capacitat que una pila A.
Les primeres piles B, amb brillants tubs emissors, eren de 120 V, però aquestes varen esdevenir obsoletes de forma ràpida a mesura que van ser substituïdes amb altres models més eficients que solien ser de 45 V, 67½ V, o 90 V.

## Pila C
No s'ha de confondre amb una Bateria C. 
En electrònica una pila C, és qualsevol pila utilitzada per alimentar la reixeta d'una vàlvula termoiònica.